# Nový Jičín město
Nový Jičín město – stacja kolejowa w Nowym Jiczynie, w kraju morawsko-śląskim, w Czechach. Znajduje się na wysokości 275 m n.p.m.
Jest zarządzana przez Správę železnic. Na stacji znajdują się kasy biletowe, na których istnieje możliwość zakupu biletów na wszystkie pociągi w tym międzynarodowe oraz rezerwacji miejsc.

## Linie kolejowe
- 278 Suchdol nad Odrou - Nový Jičín město